# Sokol (combinaison spatiale)

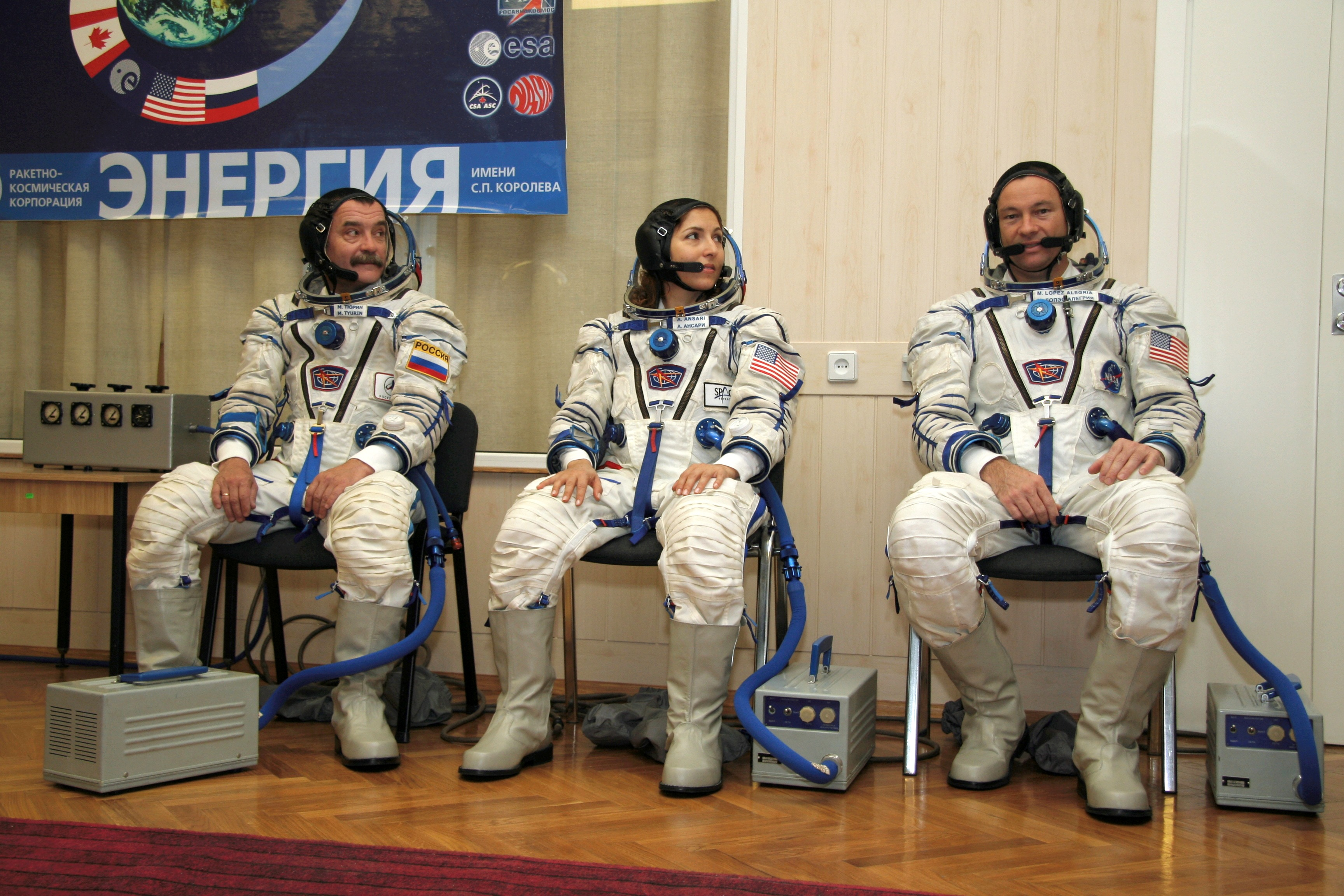
Michael E. Lopez-Alegria, Anousheh Ansari et Mikhaïl Tiourine pendant la séance d'habillage qui précède le vol.

La combinaison spatiale Sokol (en russe Cокол Faucon) est une combinaison spatiale russe portée par les cosmonautes empruntant le vaisseau Soyouz. 
Sa première utilisation date de septembre 1973 (vol Soyouz 12) et elle est toujours employée aujourd'hui. 
Elle est décrite comme une combinaison de secours, devant protéger les cosmonautes en cas de dépressurisation de la cabine et ne permettant donc pas d'effectuer des sorties extra-véhiculaires, à la manière des combinaisons ACES (Shuttle Advanced Crew Escape Suit) américaines.

## Histoire
Pour les premiers vols de Soyouz, l'entreprise NPP Zvezda conçoit une tenue, qu'elle baptise Sokol ; les responsables du programme spatial refusent, préférant faire voler leurs cosmonautes en bras de chemise. En 1971, l'accident de dépressurisation de Soyouz 11 et la perte de l'équipage les fait changer d'avis. Le Sokol K, plus avancé, est alors développé, puis utilisé sur Soyouz 12 en 1973. Dès lors, les travaux d'amélioration commencent. Les Sokol KM et KV sont conçus ; ce sont des modèles « de transition » qui n'ont jamais servi dans l'espace.
Avec l'arrivée des Soyouz T, le Sokol K devient Sokol KV2. Depuis, la combinaison n'a plus évolué.

## Variantes
Sokol-K (la lettre K pour cosmos)

La première version de la combinaison a été utilisée à bord de Soyouz 12 dont le lancement a eu lieu le 27 septembre 1973.
Sokol-KR (en russe Сокол КР, avec R pour régénérateur)

Cette version était destinée à être utilisée avec le véhicule de ravitaillement TKS dans le cadre du programme Almaz. Finalement la combinaison n'a jamais été utilisée puisque le TKS n'a jamais volé avec un équipage. Sa principale caractéristique est qu'elle a été conçue pour fonctionner avec un système de survie régénérateur.
Sokol-KM et Sokol-KV

Les travaux sur l'amélioration de la combinaison Sokol-K ont commencé immédiatement après sa première utilisation en 1973. Les combinaisons Sokol-KM et KV sont deux modèles intermédiaires dont de nombreuses caractéristiques ont été reprises pour la combinaison Sokol-KV2 mais elles n'ont cependant jamais été utilisées dans l'espace.
Les modèles Sokol-KM et Sokol-KV se composent de deux parties, une partie haute et une partie basse reliées par une fermeture à glissière. Pour la combinaison Sokol-KV2 cette dernière caractéristique a été abandonnée et l'appendice a été retenu comme un moyen pour enfiler la combinaison — les concepteurs ont pensé qu'il serait plus fiable qu'une fermeture à glissière étanche. Des modifications supplémentaires ont été effectuées sur l'amélioration des articulations pour accroître la mobilité ainsi que l'amélioration des gants pour faciliter les commandes du véhicule spatial. Pour augmenter le confort, les deux types de combinaison KM et KV ont été équipés d'un sous-vêtement qui intègre un liquide de refroidissement. Ce système permet de dissiper efficacement la chaleur du corps ; pour assurer cette fonction les autres combinaisons utilisent un système à air.
Sokol-KV2

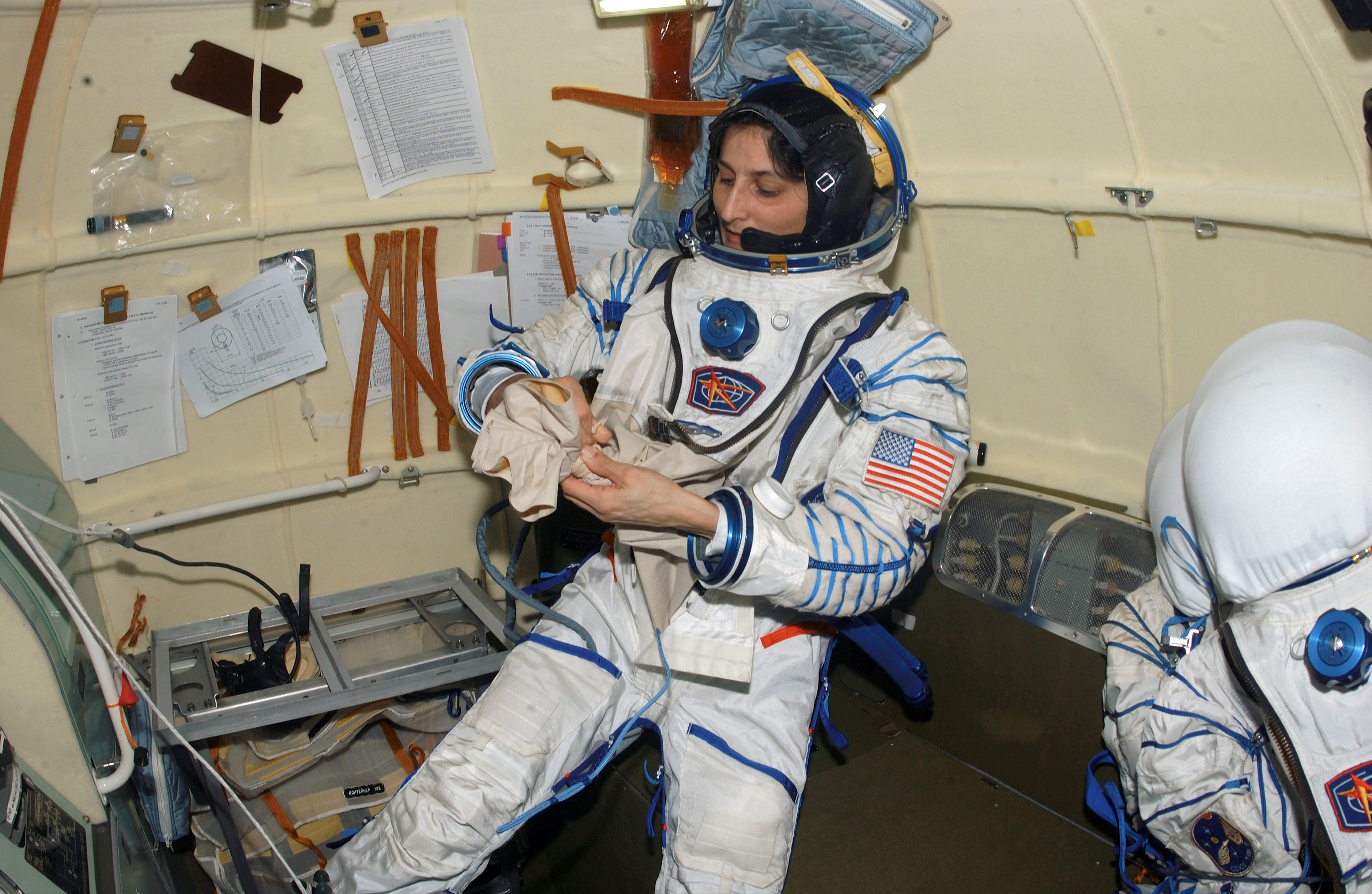
Sunita Williams enfilant une combinaison Sokol
(Expedition 14, 2007)

La combinaison Sokol-KV2 est la version actuelle utilisée. Elle a d'abord été utilisée sur le vaisseau Soyouz T-2, lancé le 5 juin 1980. La principale amélioration est le remplacement de la couche de pression en caoutchouc de la Sokol-K avec du Kapron (polyamide) caoutchoutée pour gagner en poids. La visière a été modifiée et agrandie pour augmenter le champ de vision du cosmonaute. Les lacets à l'extérieur ont été remplacés par des fermetures à glissière afin d'enfiler la combinaison plus rapidement.
La valve de surpression a été déplacée de la gauche de l'abdomen vers le centre de la poitrine afin de permettre d'utiliser les deux mains. Les améliorations qui avaient été apportées sur les bras, les jambes et les gants de la combinaison Sokol-KV ont été retenues pour le modèle KV2 excepté le sous-vêtement à liquide de refroidissement présent sur les versions KM et KV.
À partir de la fin 2016 (mission Soyouz MS-03), les cosmonautes sont également équipés si nécessaire d'une sur-combinaison baptisée « Belyj Medvedʹ » (Белый медведь, littéralement ours blanc) afin de les protéger du froid pendant leur transfert vers l'aire de lancement. Elle est conçue pour être facilement enfilable et retirable grâce à des fermetures en velcro.